# 吉田重貞
吉田 重貞（よしだ しげさだ、1868年（明治元年）11月 - 没年不明）は、日本の実業家。札幌毎日新聞社社長。衆議院議員・立憲民主党代表の泉健太は曽孫。

## 経歴
吉田亀次郎の長男として千葉県山武郡豊成村に生まれる。1898年（明治31年）家督を相続し、1921年（大正10年）前名・辰蔵を重貞に改名する。
日本法律学校（現・日本大学）を卒業後、1902年（明治35年）「北政日報」を札幌に創刊し、続いて1916年（大正5年）3月、旬刊「北海時報」を同地に創刊。1925年（大正14年）2月28日には「北海時報」を「北海道毎日新聞」と改め、日刊とした。
1934年（昭和9年）10月16日、株式会社に組織を改め、1936年（昭和11年）11月、再び吉田の個人経営となった。

## 札幌毎日新聞社（昭和16年時点）
所在地：札幌市南八條西5丁目（4丁目との記載もあり）
創刊：1925年（大正14年）2月28日（個人経営）
紙面：夕方小型4ページ
付録：日曜随時発行
活字：7ポイント、15字、9段
機械：平盤三台の活字鋳造機、ステロ、写真版の設備あり。
社主・社長・支配人：吉田重貞
編集：太田司、水島彩
営業：松井定、外三名
工場員：21名

## 家族
- 先妻・キミ
- 後妻・テツ（1901年5月 - 没年不明、北海道、佐々木與市の次女）
- 長男・重春
- 長女・貞子
- 孫・安賢
- 孫・博子（元北海道石狩市議・泉訓雄の妻、藤女子短大卒）
- 養子・まさ子（1924年3月 - 没年不明、北海道、鈴木隆の娘）